# Győzelmi dal
A Nézd a győztest kezdetű győzelmi dalt Georg Friedrich Händel eredetileg a Joshua című, 1747-ben írt oratóriuma részeként írta. 1751-ben beillesztette a dalt Júdás Makkabeus(en) című, 1746-ban komponált oratóriumába. 1884-ben Edmond Louis Budry(en) önálló himnusszá dolgozta át.

## Felvételek
- Georg Friedrich Händel–Thomas Morella(en):  Júdás Maccabeus HWV 63 - Győzelmi kórus. Állami Hangversenyzenekar, Budapesti Kórus, vezényel Forrai Miklós  YouTube (1959. november 17.)  (Hozzáférés: 2017. április 6.) (videó)
- Georg Friedrich Händel–Thomas Morella(en):  Thine be the glory. Choir of King's College Cambridge(en)  YouTube (2011. május 12.)  (Hozzáférés: 2017. április 6.) (videó, angol szöveg)
- Georg Friedrich Händel–Thomas Morella(en):  Thine is the glory. YouTube (2015. március 9.)  (Hozzáférés: 2017. április 6.) (videó) orgona
- Georg Friedrich Händel–Thomas Morella(en):  Thine is the Glory (JUDAS MACCABEUS). Congregation, choir and Easter Orchestra of First-Plymouth Church  YouTube. Lincoln (Nebraska) (2014)  (Hozzáférés: 2017. április 6.) (videó)